# Propovjedaonica
Propovjedaonica je govornica koja je odignuta od poda crkve (uglavnom od 1 do 4 m) s koje svećenik propovijeda vjernicima. Javlja se početkom razvijenog srednjeg vijeka, kada u 11. stoljeću postupno istiskuje upotrebu ambona. U doba baroka doživljava vrhunac likovne ekspresije: u reljefu se izrađuju čitave poučne biblijske priče. Iznad propovjedaonice često se postavlja baldahin koji ima akustičku, simboličku i dekorativnu funkciju. U 12. i 13. st. katkad nailazimo na dvije propovjedaonice. U tom se slučaju svaka nalazi na svojoj strani broda.

## Također pogledajte
- Crkveni namještaj